# Litworowy Staw Gąsienicowy
Litworowy Staw Gąsienicowy lub po prostu Litworowy Staw, dawniej nazywany także Sobkowym Stawem – jeziorko tatrzańskie z grupy Gąsienicowych Stawów. Położone jest w zachodniej części Doliny Gąsienicowej na wysokości 1618 m.
Według pomiarów WIG z 1935 r. powierzchnia jeziora wynosi 0,48 ha (długość 116 m, szerokość 66 m), głębokość 1,1 m. Na zdjęciu satelitarnym z 2004 r. powierzchnia jest nieco mniejsza i wynosi 0,407 ha. Związane jest to z tym, że staw o bagnistym dnie coraz bardziej zarasta turzycą dzióbkowatą Carex rostrata. W stawie odbywa gody żaba trawna i nielicznie występuje traszka górska. Nazwa stawu związana jest z rosnącym w jego pobliżu arcydzięglem litworem. Wypływa z niego jeden z dopływów potoku Sucha Woda. W pobliżu stawu znajdują się dwa ponory, do których wpływają wody potoku (jeden z nich ma połączenie z oddalonym o 2,5 km Goryczkowym Wywierzyskiem w Dolinie Bystrej).
Staw został sztucznie zarybiony pstrągami. Nad jego brzegami rośnie rzadki gatunek rośliny – turzyca Lachenala, w Polsce występująca tylko w Tatrach i to w nielicznych miejscach, a także bardzo rzadka w polskich Karpatach wełnianeczka alpejska.

## Szlaki turystyczne
– obok stawu przebiega czarny szlak z Roztoki Stawiańskiej na Świnicką Przełęcz (od rozwidlenia ze szlakami żółtym i zielonym 1:25 h, ↓ 1:05 h).

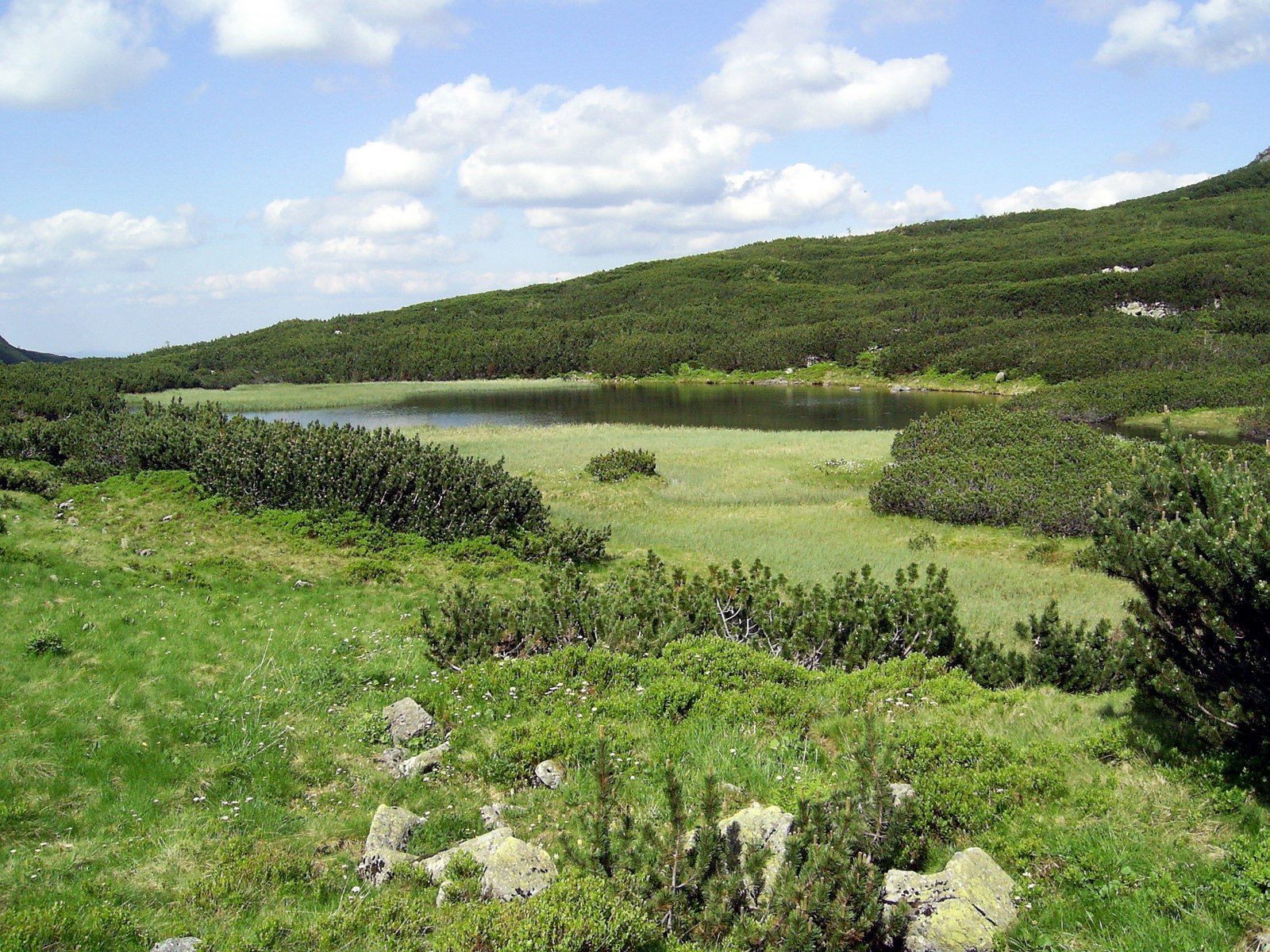
Litworowy Staw